# Canischio
Canischio est une commune italienne de la ville métropolitaine de Turin dans la région Piémont en Italie.
Autrefois (début XXe siècle), il s'agissait d'un village de 1550 habitants avec une banque et une mine d'or (encore visitable), exploitée par une société anglaise.

## Administration
| Période                                  | Période  | Identité    | Étiquette    | Qualité |
| ---------------------------------------- | -------- | ----------- | ------------ | ------- |
| 14 juin 2004                             | En cours | Dario Donna | lista civica |         |
| Les données manquantes sont à compléter. |          |             |              |         |

### Communes limitrophes
Sparone, Cuorgnè, Alpette, San Colombano Belmonte, Pratiglione, Prascorsano